# 舍讷瓦尔德
舍讷瓦尔德（德語：Schönewalde）是德国勃兰登堡州的市镇，隶属于易北-埃尔斯特县，总面积为156.18平方千米，截至2020年总人口为3040人。